# Перес Гуадалупе, Хосе Луис
Хосе́ Луи́с Пе́рес Гуадалу́пе (исп. José Luis Pérez Guadalupe; род. 8 апреля 1965, Чиклайо, регион Ламбаеке, Перу) — перуанский государственный деятель, социолог и криминолог. Министр внутренних дел Перу (17 февраля 2015 — 28 июля 2016).

## Биография
Родился 8 апреля 1965 года в Чиклайо региона Ламбаеке.
В 1987 году получил магистра священной теологии на Факультете папской и гражданской теологии Лимы, в 1990 году лиценциат по педагогике в Папском католическом университете Перу, и в 1991 году магистра священной теологии на Факультете папской и гражданской теологии Лимы, в 1993 году магистра антропологии в Папском католическом университете Перу, в 1995 году лиценциат в области общественных наук в Папском Григорианском университете, в 1998 году магистра криминологии в Университете Страны Басков, в 1999 году доктора философии по политологии и социологии в Университете Деусто и 2009 году магистра делового управления в Бизнес-школе CENTRUM Папского католического университета Перу.
С 1986 года занимался душепопечением в тюрьме Луриганчо. Провёл ряд исследований в пенитенциарной и криминологической области в Испании, Перу и Чили.

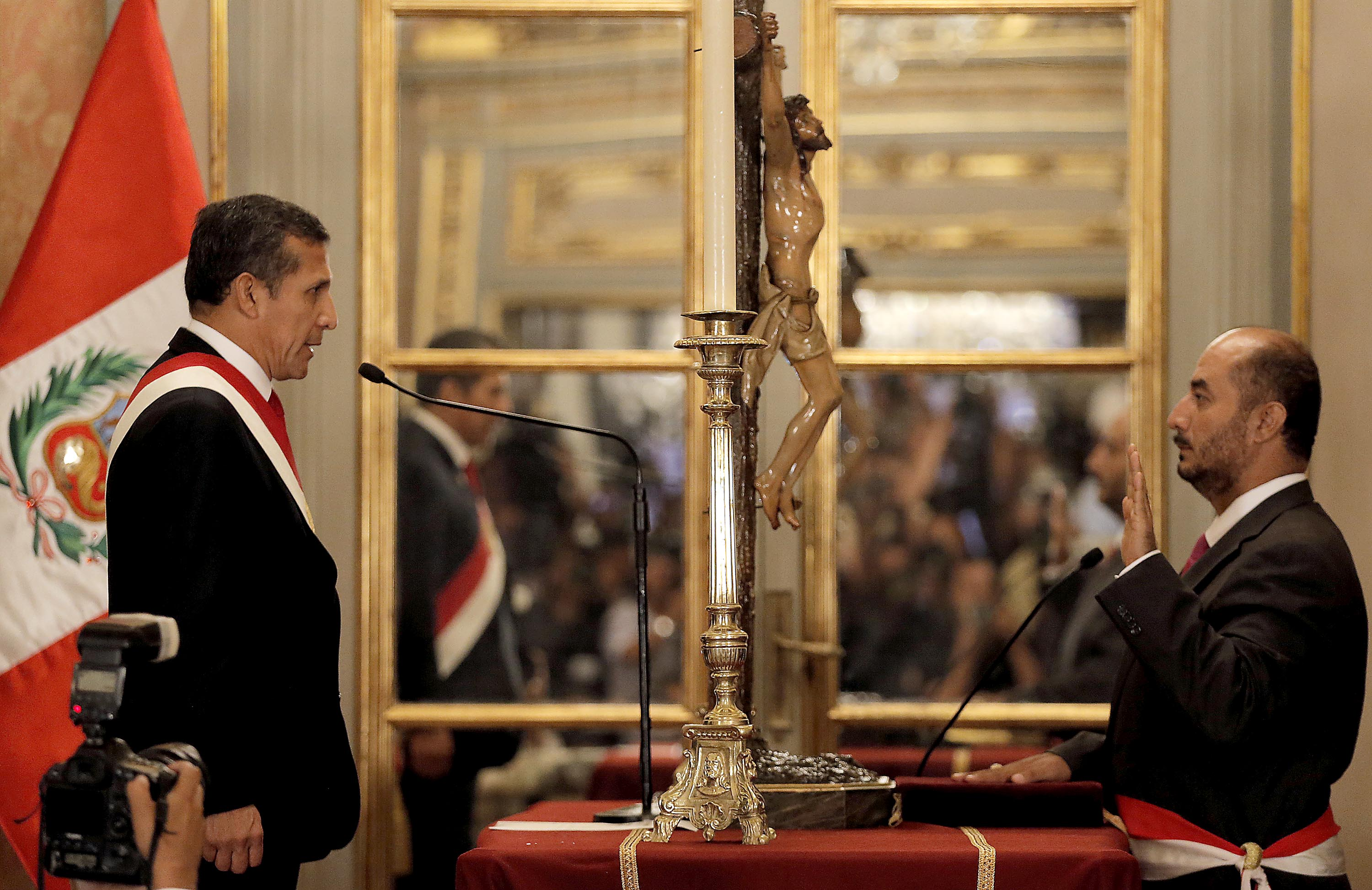
Президент Перу Ольянта Умала приводит к присяге Хосе Луиса Переса Гваделупе в качестве министра внутренних дел.

В 1999—2011 годах — директор Епархиальной социальной пастырской комиссии при Епархии Чосики и Института пастырской теологии имени Фрея Мартина.
С август 2011 года по 2014 год — президент Национального пенитенциарного института.
Профессор магистратуры по уголовному праву в Папском католическом университете Перу, магистратуры по деловому управлению в Тихоокеанском университета и юридической докторантуры Университета святого Мартина де Порреса.
С 17 февраля 2015 года по 28 июля 2016 года — министр внутренних дел Перу.
Является вице-президентом Института социально-христианских исследований и советником генерального секретаря Перуанской епископальной конференции.

## Научные труды

### Монографии
- Pérez Guadalupe J. L. Las sectas en el Perú. Conferencia Episcopal Peruana, 1991
- Pérez Guadalupe J. L. ¿Por qué se van los católicos?. Conferencia Episcopal Peruana, 1992
- Pérez Guadalupe J. L. Faites y atorrantes: una etnografía del penal de Lurigancho. — Lima: Centro de Investigaciones Teológicas, 1994. — 227 p.
- Pérez Guadalupe J. L. La construcción social de la realidad carcelaria: los alcances de la organización informal en cinco cárceles latinoamericanas (Perú, Chile, Argentina, Brasil y Bolivia). — Lima: Fondo Editorial PUCP, 2000. — 436 p.
- Pérez Guadalupe J. L. Ecumenismo, sectas y nuevos movimientos religiosos. — Lima: Instituto de Teologia Pastoral "Fray Martin" de la Diócesis de Choisica, 2002. — 445 p.
- Pérez Guadalupe J. L. Baja a Dios de las nubes: una alternativa católica al crecimiento de las llamadas 'sectas' en América Latina. — Lima: Instituto de Teología Pastoral "Fray Martín" de la Diócesis de Choisica, 2004. — 153 p.
- Pérez Guadalupe J. L., Strotmann N.[нем.] La Iglesia después de ‘Aparecida’: Cifras y proyecciones. Diócesis de Chosica, 2008
- Pérez Guadalupe J. L. Entre Dios y el César: el impacto político de los evangélicos en el Perú y América Latina. — Lima: IESC, Instituto de Estudios Social Cristianos, 2017. — 234 p.
- Pérez Guadalupe J. L. Evangelicals and Political Power in Latin America. — Lima: Instituto de Estudios Social Cristianos, 2019. — 190 p.

### Статьи
- Pérez Guadalupe J. L. La pena de muerte. Punto de vista criminológico. — Páginas: Centro de estudios y publicaciones, , Vol. 32, Nº. 204, 2007, págs. 60-67 ISSN 1022-7873
- Pérez Guadalupe J. L. Estructura y cultura organizacional en la Iglesia Católica // Medellín: teología y pastoral para América Latina, Vol. 34, Nº. 136, 2008 (Ejemplar dedicado a: Hacia un nuevo paradigma de la catequesis : Tercera Semana Latinoamericana de Catequesis), págs. 687-717 ISSN 0121-4977
- Pérez Guadalupe J. L. Las víctimas y la pastoral penitenciaria en América Latina. — Eguzkilore: Cuaderno del Instituto Vasco de Criminología, Nº. 23, 2009, págs. 59-78. ISSN 0210-9700
- Pérez Guadalupe J. L. El proceso de migración religiosa desde la Iglesia Católica en América Latina: ¿El nuevo cisma de occidente? // Anales de teología, Vol. 13, Nº. 2, 2011, págs. 425-455. ISSN 0717-4152